# Table du Grand Maître
La table du Grand Maître est un monument situé dans la forêt de Fontainebleau, sur le territoire de Fontainebleau, en France. Elle est inscrite aux monuments historiques depuis 1926.

## Situation et accès
Le monument est situé au nord de la forêt de Fontainebleau, sur le territoire de la commune de Fontainebleau, et plus largement au sud-ouest du département de Seine-et-Marne[réf. nécessaire].

## Historique
Comme la table du Roi située plus au nord (à laquelle elle ressemble étroitement), la table du Grand Maître a été établie en 1723. Le grand maître des eaux et forêts de l’Île-de-France, M. de la Faluère a pris cette initiative afin de permettre aux équipages de chasse de marquer une pause pour se sustenter. Dans la première moitié du XXe siècle, la table sert de point d’arrivée pour de nombreux championnats de France de cyclo-cross, le départ étant à la table du Roi. La table est finalement déplacée en 1950.

## Structure
La table est constituée d'un plateau de grès long de 2,3 m, large de 1,33 m et épais de 0,24 m.

## Statut patrimonial et juridique
La table avec les bornes qui l'entourent font l'objet d'une inscription au titre des monuments historiques par arrêté du 15 février 1926, en tant que propriété de l'État.